# Mistrzostwa Polski w Łyżwiarstwie Szybkim na Dystansach 2021
35. Mistrzostwa Polski w Łyżwiarstwie Szybkim na Dystansach 2021 odbyły się w dniach 28-31 października 2020 roku na torze Arena Lodowa Tomaszów Mazowiecki. 

## Obrońcy tytułów
| Konkurencja                 | Mężczyźni       | Kobiety           |
| --------------------------- | --------------- | ----------------- |
| 500 metrów                  | Piotr Michalski | Kaja Ziomek       |
| 1000 metrów                 | Piotr Michalski | Natalia Czerwonka |
| 1500 metrów                 | Adrian Wielgat  | Natalia Czerwonka |
| 5000 metrów / 3000 metrów   | Artur Janicki   | Karolina Bosiek   |
| 10 000 metrów / 5000 metrów | Szymon Palka    | Karolina Gąsecka  |
| Start masowy                | Marcin Bachanek | Karolina Gąsecka  |

## Kobiety
| Konkurencja:     | 1. miejsce                                                                  | Rezultat | 2. miejsce                                                       | Rezultat | 3. miejsce                                                         | Rezultat |
| 500 m            | Karolina Bosiek (Pilica Tomaszów Mazowiecki)                                | 38.93    | Kaja Ziomek (MKS Cuprum Lubin)                                   | 39.95    | Andżelika Wójcik (AZS-AWF Katowice)                                | 39.25    |
| 1000 m           | Karolina Bosiek (Pilica Tomaszów Mazowiecki)                                | 1:17.63  | Natalia Czerwonka (Arena Tomaszów Mazowiecki)                    | 1:18.48  | Andżelika Wójcik (AZS-AWF Katowice)                                | 1:18.88  |
| 1500 m           | Natalia Czerwonka (Arena Tomaszów Mazowiecki)                               | 2:00.73  | Karolina Bosiek (Pilica Tomaszów Mazowiecki)                     | 2:00.93  | Magdalena Czyszczoń (AZS AWF Katowice)                             | 2:04.52  |
| 3000 m           | Magdalena Czyszczoń (AZS AWF Katowice)                                      | 4:13.81  | Karolina Bosiek (Pilica Tomaszów Mazowiecki)                     | 4:15.54  | Natalia Czerwonka (Arena Tomaszów Mazowiecki)                      | 4:15.83  |
| 5000 m           | Magdalena Czyszczoń (AZS AWF Katowice)                                      | 7:24.53  | Magdalena Borek (Akademia Łyżwiarstwa Kristensen)                | 8:01.69  | Natalia Jabrzyk (Pilica Tomaszów Mazowiecki)                       | 8:09.66  |
| Start masowy     | Karolina Bosiek (Pilica Tomaszów Mazowiecki)                                | 68       | Magdalena Czyszczoń (AZS-AWF Katowice)                           | 48       | Natalia Czerwonka (Arena Tomaszów Mazowiecki)                      | 20       |
| sprint drużynowy | Pilica Tomaszów Mazowiecki Karolina Gąsecka Karolina Bosiek Natalia Jabrzyk | 1:32,53  | AZS AWF Katowice Andżelika Wójcik Iga Wojtasik Olga Kaczmarek    | 1.33,33  | WTŁ Stegny Warszawa Maja Płończyk Zofia Braun Martyna Baran        | 1.39,25  |
| wyścig drużynowy | Pilica Tomaszów Mazowiecki Karolina Gąsecka Karolina Bosiek Natalia Jabrzyk | 3:15,67  | AZS AWF Katowice Iga Wojtasik Olga Kaczmarek Magdalena Czyszczoń | 3.20,00  | 9 Tomaszów Mazowiecki Patrycja Sobota Angelika Danielik Kaja Kozar | 3.49,83  |

## Mężczyźni
| Konkurencja:     | 1. miejsce                                                                | Rezultat | 2. miejsce                                                                      | Rezultat | 3. miejsce                                                                      | Rezultat |
| 500 m            | Artur Nogal (Stoczniowiec Gdańsk)                                         | 35.30    | Damian Żurek (Pilica Tomaszów Mazowiecki)                                       | 35.44    | Piotr Michalski (AZS AWF Katowice)                                              | 35.50    |
| 1000 m           | Artur Nogal (Stoczniowiec Gdańsk)                                         | 1:11.08  | Damian Żurek (Pilica Tomaszów Mazowiecki)                                       | 1:11.11  | Marcin Bachanek (Stoczniowiec Gdańsk)                                           | 1:11.95  |
| 1500 m           | Marcin Bachanek (Stoczniowiec Gdańsk)                                     | 1:51.71  | Damian Żurek (Pilica Tomaszów Mazowiecki)                                       | 1:52.84  | Szymon Palka (Stoczniowiec Gdańsk)                                              | 1:53.19  |
| 5000 m           | Szymon Palka (Stoczniowiec Gdańsk)                                        | 6:42.85  | Mateusz Owczarek (Pilica Tomaszów Mazowiecki)                                   | 6:57.01  | Patryk Wójcik (AZS Zakopane)                                                    | 6:58.20  |
| 10 000 m         | Szymon Palka (Stoczniowiec Gdańsk)                                        | 13:56.00 | Patryk Wójcik (AZS Zakopane)                                                    | 14:28.22 | Marcin Bachanek (Stoczniowiec Gdańsk)                                           | 14:36.57 |
| Start masowy     | Szymon Palka (GKS Stoczniowiec Gdańsk)                                    | 60       | Marcin Bachanek (Stoczniowiec Gdańsk)                                           | 40       | Jakub Piotrowski (Pilica Tomaszów Mazowiecki)                                   | 20       |
| sprint drużynowy | Pilica Tomaszów Mazowiecki Jakub Piotrowski Mateusz Owczarek Damian Żurek | 1:24,83  | Stoczniowiec Gdańsk Marcin Bachanek Artur Nogal Sebastian Kłosiński             | 1.25,84  | Pilica Tomaszów Mazowiecki Kacper Abratkiewicz Szymon Wojtakowski Michał Kopacz | 1.26,66  |
| wyścig drużynowy | Stoczniowiec Gdańsk Szymon Palka Marcin Bachanek Sebastian Kłosiński      | 4:04,34  | Pilica Tomaszów Mazowiecki Mateusz Owczarek Jakub Piotrowski Szymon Wojtakowski | 4.06,34  | Pilica Tomaszów Mazowiecki Dawid Balczerczyk Damian Żurek Michał Kopacz         | 4.18,41  |